# Мидена скарида
Мидените скариди (Limnadia lenticularis) са вид хрилоноги от семейство Limnadiidae.
Срещат се в малки водоеми в Северна Америка и Европа.